# Фархор
Фархо́р (тадж. Фархор) — селище у складі Хатлонської області Таджикистану. Адміністративний центр Фархорського району та окрема його адміністративна одиниця на правах джамоату. Населення — 23400 осіб (2016; 22900 в 2015, 22448 в 2011).

## Географія
Селище розташоване на південний схід від столиці Душанбе за 180 км. Географічно лежить у межиріччі Пянджу та його правої притока Кизилсу.

### Клімат
Селище знаходиться у зоні, котра характеризується середземноморським кліматом. Найтепліший місяць — липень із середньою температурою 29.8 °C (85.6 °F). Найхолодніший місяць — січень, із середньою температурою 3.1 °С (37.6 °F).
| Клімат Фархора          | Клімат Фархора | Клімат Фархора | Клімат Фархора | Клімат Фархора | Клімат Фархора | Клімат Фархора | Клімат Фархора | Клімат Фархора | Клімат Фархора | Клімат Фархора | Клімат Фархора | Клімат Фархора | Клімат Фархора |
| Показник                | Січ.           | Лют.           | Бер.           | Квіт.          | Трав.          | Черв.          | Лип.           | Серп.          | Вер.           | Жовт.          | Лист.          | Груд.          | Рік            |
| Середня температура, °C | 3,1            | 5,9            | 11,6           | 18             | 22,7           | 27,8           | 29,8           | 27,9           | 23             | 17,3           | 10,9           | 5,8            | 17             |
| Норма опадів, мм        | 44.4           | 54             | 79.1           | 62.1           | 39.8           | 2              | 1.7            | 0.3            | 0.6            | 13.2           | 25.4           | 34             | 356.6          |
| Днів з опадами          | 7,4            | 8,5            | 11,9           | 11             | 8,7            | 1,8            | 0,8            | 0              | 0,4            | 3,6            | 5,4            | 7,6            | 67,1           |
| Вологість повітря, %    | 76.5           | 72.7           | 69.5           | 65.1           | 54             | 36.6           | 32.3           | 33.3           | 36.6           | 47.7           | 62.3           | 72.9           | 55             |
| ----------------------- | -------------- | -------------- | -------------- | -------------- | -------------- | -------------- | -------------- | -------------- | -------------- | -------------- | -------------- | -------------- | -------------- |
| Джерело: Weatherbase    |                |                |                |                |                |                |                |                |                |                |                |                |                |

## Історія
Назва селище означає загір'я, якщо з ранньої назви فارغر‎ «غر» прийняти за «гору», або заріччя якщо «خر» з пізньої назви خرو має значенні «річка». Окрім того в давнину річка Кизилсу називалась саме Фархар.
Перші згадки про Фархор датуються 10 століттям. Тоді це було процвітаюче місто землеробського регіону зі значним населенням. В старовинній книзі «Межі світу» («Худуд-ул-олам») серед низки древніх міст згадуються Мунк (сучасний Ховалінг), Хулбук (сучасний Курбоншахід) та Палгар (сучасний Фархор). У літописах 17 століття він зустрічається як Фархар («فارخر»‎).

## Господарство
Селище знаходиться в аграрному регіоні, де займаються вирощуванням овочів, бавовни та фруктів. Місцева бавовна обробляється на Фархорському бавовноочисному заводі. У місті працюють тваринницькі господарства, де виробляються м'ясо, молоко та шерсть.
Селище має автовокзал і зв'язане автобусним сполученням із сусідніми містами та столицею. На південному заході від селище є невеликий аеродром.